# 西蒙·苏西纳
西蒙·苏西纳（義大利語：Simoné Susinna，1993年11月14日—），出生于意大利，是意大利的男演员，为乔治·阿玛尼、杜嘉班纳、盖尔斯等知名品牌的御用模特之一。

## 个人生活
西蒙·苏西纳曾在盖尔斯的采访中表示自己原本是想成为一名足球运动员，后来因为开始阅览关于时尚的作品而渐渐开始成为一名模特。他也曾在另一采访中说自己的梦想是成为一名宇航员。

## 影视作品

### 电影
- 2020年2月7日 《黑帮大佬和我的365日》（波蘭語：365 Dni，英語：365 Days）饰演 納喬（Nacho）
- 2022年4月27日 《今時之慾》（波蘭語：365 Dni: Ten Dzień，英語：365 Days: This Day）饰演 納喬（Nacho）
- 2022年8月19日 《再現之慾》（波蘭語：Kolejne 365 dni，英語：The Next 365 Days）饰演 納喬（Nacho）
- 2023年 《Heaven in Hell》 饰演 Maks

### 电视节目
- 《名人之岛（英语：L'isola dei famosi）》

## 相关事件
- 由于《黑帮大佬和我的365日》主角之一米凯莱·莫罗尼与其在同志骄傲月上载亲昵搂抱在一起的合照并写道“我是说谎者”而被传两人出柜。米凯莱其后在限时动态解释其通过经纪团队得知此闻，并澄清此消息[9]。